# L’infedeltà delusa
L’infedeltà delusa (Hob. XXVIII:5; deutsche Titel: Die vereitelte Untreue, Untreue lohnt sich nicht oder Liebe macht erfinderisch) ist eine Opera buffa (Originalbezeichnung: „Burletta per musica“) in zwei Akten von Joseph Haydn (Musik). Das Libretto ist eine Karl Frieberth zugeschriebene Bearbeitung eines älteren Librettos von Marco Coltellini. Die Uraufführung fand am 26. Juli 1773 im Opernhaus von Schloss Esterháza statt.

## Handlung
Die Oper spielt auf dem Lande in der Nähe von Florenz.

### Erster Akt
Ländliche Gegend mit dem Haus Filippos und weiteren Bauernhäusern in der Ferne
Szene 1. Der alte Bauer Filippo, sein wohlhabender Kollege Nencio, dessen Geliebte Vespina und ihr Bruder Nanni genießen die milde Abendluft (Quartett: „Bella sera ed aure grate“). Filippo und Nencio haben gerade eine Vereinbarung getroffen, und letzterer zieht sich zufrieden zurück, ohne sich von Vespina zu verabschieden. Anschließend teilt Filippo seiner Tochter Sandrina mit, dass er sie soeben Nencio als Braut versprochen habe. Sandrinas will ihren langjährigen Geliebten Nanni jedoch nicht aufgeben. Sie schlägt vor, den reichen Nencio zwar aus Gehorsam zu ehelichen, sich aber nach der Hochzeit weiterhin mit Nanni zu treffen. Filippo befiehlt ihr nachdrücklich, sich von Nanni loszusagen (Arie Filippo: „Quando viene a far l’amore“).
Szene 2. Sandrina bringt es nur mit Mühe über sich, Nanni von dem Befehl ihres Vaters zu erzählen (Arie Sandrina: „Che imbroglio è questo?“).
Szene 3. Nanni, der sich ein Leben ohne Sandrina nicht vorstellen kann, schwört seinem Rivalen Rache (Arie Nanni: „Non v’è rimedio, non vè compenso“).
Zimmer mit Küchengeräten, Kamin, gedecktem Tisch und Stühlen im Haus Nannis
Szene 4. Auch Vespina leidet unter Liebeskummer, da sich Nencio ihr gegenüber in letzter Zeit ungewöhnlich kalt verhält (Arie Vespina: „Come piglia si bene la mira“).
Szene 5. Nanni erzählt seiner Schwester von Nencios Verrat. Die beiden beschließen, ihn zu suchen und gemeinsam Rache zu nehmen (Duett Nanni/Vespina: „Son disparato“).
Ländliche Gegend mit dem Haus Filippos
Szene 6. Nencio spielt mit seiner Gitarre eine Serenade für Sandrina (Arie Nencio: „Chi s’impaccia di moglie citadina“). Er hat sich bewusst für eine Bäuerin entschieden, da er sie für fleißiger und züchtiger hält als die Städterinnen. Vespina und Nanni treffen wütend ein, um ihn zur Rede zu stellen. Da im selben Moment auch Filippo erscheint, warten sie ab, um ihn zu belauschen. Filippo warnt seinen künftigen Schwiegersohn vor den Launen seiner Tochter, bevor er sie zum ihm hinaus schickt. Nencio versucht sanft, ihr Vertrauen zu gewinnen. Sie gesteht ihm, dass sie ihn nicht lieben könne und nur auf Befehl ihres Vaters heiraten werde. Er solle lieber um Vespina werben, die ihn anbete. Nencio nimmt diese Ehrlichkeit nur noch mehr für sie ein. Er will sie notfalls mit Gewalt heiraten und versichert ihr, dass sich ihre Gefühle für ihn ändern werden. Da tritt Vespina wütend aus ihrem Versteck und gibt Nencio eine Ohrfeige (Finale: „O piglia questa“). Auch Nanni fällt über ihn her. Filippo kommt aus dem Haus, um Frieden zu stiften, zieht aber ebenfalls den Zorn Vespinas und Nannis auf sich. Der Akt endet im Durcheinander.

### Zweiter Akt
Ländliche Gegend mit dem Haus Filippos und weiteren Bauernhäusern in der Ferne
Szene 1. Vespina will die Hochzeit mit allen Mitteln verhindern. Sie hat sich als alte Frau verkleidet, um Filippo zu täuschen, und berichtet Nanni von ihrem Plan.
Szene 2. Die verkleidete Vespina erzählt Filippo und Sandrina, dass Nencio ihre Tochter verführt und heimlich geheiratet habe. Nach einiger Zeit habe er sich jedoch gelangweilt und seine Frau und ihre drei kleinen Kinder verlassen. Filippo ist empört. Er rät ihr, vor Gericht zu ziehen. Vespina meint, sie wolle Nencio stattdessen ins Gewissen reden. Ein Prozess sei in ihrem Alter zu anstrengend (Arie Vespina: „Ho un tumore in un ginocchio“).
Szene 3. Der wütende Filippo versichert Sandrina, dass dieser Gauner sie niemals heiraten werde. Die beiden gehen ins Haus.
Szene 4. Als Nencio an der Tür klopft, um ihnen mitzuteilen, dass alles für die Hochzeit am Abend vorbereitet sei, weist Filippo ihn unter Beschimpfungen zurück (Arie Filippo: „Tu, tu sposarti“).
Szene 5. Während Nencio sich noch über dieses Verhalten wundert, erscheint Vespina in einer anderen Verkleidung als deutscher Diener, der ihm in falschem Italienisch weismacht, dass sein Herr Sandrina noch heute heiraten und anschließend mit den Bauern feiern wolle (Arie Vespina: „Trinche Vaine allegramente“).
Szene 6. Nencio glaubt, dass Filippo ihn unter einem falschen Vorwand abgewiesen habe. Er will Sandrina aufgeben, Filippo vorher aber noch seine Meinung sagen. Als er sich der Tür nähert, hält ihn die jetzt als „Marquis de Ripafratta“ verkleidete Vespina auf. Sie prahlt mit ihrem angeblichen Adelstitel und ihrer Macht. Nencio erzählt ihr von Filippos Verhalten. Der „Marquis“ teilt ihm ihre angeblich eigentlichen Absichten mit: Er habe keinesfalls die Absicht, Sandrina zu heiraten. Er wolle sie in Wirklichkeit nur als Dienstmagd aufnehmen und mit einem Küchenjungen verheiraten. Der Ehevertrag solle in letzter Minute geändert werden. Erfreut über diesen Streich stellt sich Nencio als Trauzeuge zur Verfügung (Arie Nencio: „Oh che gusto!“).
Szene 7. Nanni versteht den Plan seiner Schwester allmählich. Vespina erzählt ihm, dass Filippo auf ihre Verkleidungen hereingefallen sei und er jetzt ebenfalls seinen Teil beitragen müsse (Arie Vespina: „Ho tesa la rete, ho messo il zimbello“).
Zimmer im Haus Filippos
Szene 8. Filippo schwärmt Sandrina von ihrem zukünftigen Leben an der Seite des Marquis vor. Sandrina hingegen ist eher skeptisch. Ihr liegt nichts an dem ganzen Pomp und den schwatzhaften Bediensteten (Arie Sandrina: „È la pompa un grand’imbroglio“).
Szene 9. Nanni und Vespina treffen ein. Beide sind verkleidet: Nanni als Diener und Stellvertreter des angeblich verspäteten Marquis, Vespina als Notar. Der Vertrag wird aufgesetzt (Finale: „Nel mille settecento“). Trauzeugen sind Nanni und Nencio. Nachdem alle unterschrieben haben, geben sich Nanni und Vespina zu erkennen. Letztere hat andere Namen in den Vertrag eingesetzt, und dadurch Sandrina mit Nanni und Nencio mit Vespina vermählt. Filippo und Nencio fühlen sich betrogen, können am Ergebnis aber nichts mehr ändern und akzeptieren es schließlich. Nencios Untreue wurde erfolgreich vereitelt.

## Gestaltung

### Orchester
Die Orchesterbesetzung der Oper umfasst die folgenden Instrumente:
- Holzbläser: zwei Oboen, zwei Fagotte
- Blechbläser: zwei Hörner
- Pauken
- Streicher
- Basso continuo

### Musiknummern
Die Oper enthält die folgenden Musiknummern:
- Sinfonia – Allegro – Poco adagio; für zwei Oboen, Fagott, zwei Hörner, Pauken und Streicher

Erster Akt
- Nr. 1. Quartett (Vespina, Nencio, Filippo, Nanni, später Sandrina): „Bella sera ed aure grate“ – Moderato; für obligates Violoncello, zwei Oboen, Fagott, zwei Hörner und Streicher
- Nr. 2. Arie (Filippo): „Quando viene a far l’amore“ – Moderato allegro; für zwei Oboen, zwei Hörner und Streicher
- Nr. 3. Arie (Sandrina): „Che imbroglio è questo?“ – Presto; für zwei Oboen, zwei Hörner und Streicher
- Nr. 4. Arie (Nanni): „Non v’è rimedio, non vè compenso“ – Allegro di molto; für zwei Oboen, zwei Hörner und Streicher
- Nr. 5. Arie (Vespina): „Come piglia si bene la mira“ – Moderato assai; für zwei Oboen, zwei Hörner und Streicher
- Nr. 6. Duett (Nanni, Vespina): „Son disparato“ – Presto; für zwei Oboen, zwei Hörner und Streicher
- Nr. 7. Arie (Nencio): „Chi s’impaccia di moglie citadina“ – Adagio; für obligates Violoncello, zwei Oboen, zwei Hörner und Streicher
- Nr. 8. Finale (alle): „(O piglia questa) – Infedel, così tradirmi?“ – (Allegro di molto); für zwei Oboen, zwei Hörner und Streicher

Zweiter Akt
- Nr. 9. Arie (Vespina): „Ho un tumore in un ginocchio“ – Adagio; für zwei Oboen, zwei Hörner und Streicher
- Nr. 10. Arie (Filippo): „Tu, tu sposarti“ – Presto; für zwei Oboen, zwei Hörner, Pauken und Streicher
- Nr. 11. Arie (Vespina): „Trinche Vaine allegramente“ – Presto; für zwei Oboen, zwei Hörner und Streicher
- Nr. 12. Arie (Nencio): „Oh che gusto!“ – Allegro; für zwei Oboen, zwei Hörner und Streicher
- Nr. 13. Arie (Vespina): „Ho tesa la rete, ho messo il zimbello“ – Allegretto; für zwei Oboen, zwei Hörner und Streicher
- Nr. 14. Arie (Sandrina): „È la pompa un grand’imbroglio“ – Allegro; für zwei Oboen, zwei Hörner und Streicher
- Nr. 15. Finale (alle): „Nel mille settecento“ – Poco adagio; für zwei Oboen, zwei Hörner, Pauken und Streicher

### Musik
Für die Einordnung der Oper ist die besondere Situation Haydns als Kapellmeister am Fürstenhof der Esterházys zu berücksichtigen. Zum einen stand ihm hier nur ein verhältnismäßig kleines Ensemble zur Verfügung, sodass er im Grunde nur Kammeropern abliefern konnte. Zum anderen war er vom allgemeinen Musikbetrieb weitgehend abgeschnitten. Es ist nicht einmal sicher, ob er die Entwicklung der zeitgenössischen Operngenres wie der Opera buffa oder Opera semiseria kannte. Aus seiner Jugendzeit in Wien war ihm der spätbarocke Stil vertraut, und aus Partituren kannte er Werke von Johann Adolph Hasse oder Florian Leopold Gassmann. Ansonsten war er auf seine eigene Erfindungsgabe angewiesen. Umso erstaunlicher ist daher die Vielfalt seiner in Esterháza entstandenen Bühnenwerke, zu denen komische, halbernste und ernste Opern und Singspiele zählten. L’infedeltà delusa zählt als „Burletta per musica“ zum Buffa-Typ. Die geradlinige Handlung verzichtet vollständig auf ernste Nebenhandlungen. Es geht ausschließlich darum, Filippos Hochzeitsplan zu vereiteln.
Die umfangreichste Musiknummer der Oper ist das einleitende Quintett „Bella sera ed aure grate“. Es besteht aus zwei Abschnitten: Nach einem Moderato erfolgt beim Auftritt Sandrinas ein Tempo- und Taktwechsel zum Allegro. Sandrinas Flehen wird ausschließlich von Streichern begleitet, die Antwort ihres Vaters dagegen bei sonst identischer Musik nur von Bläsern. Der Text dieser Einleitung wurde vermutlich erst für Haydns Vertonung ergänzt. Sie hat keine dramatische Funktion.
Die Figuren der Oper erscheinen weitgehend schematisch. Mit Ausnahme von Vespina in ihren Verkleidungsszenen fehlt eine musikalische Personenzeichnung. Auch die Auftrittsarien fast aller Personen entsprechen musikalisch nicht ihren Charakteren: Der tyrannische Filippo versucht Sandrina auf geradezu lyrische Weise zu erklären, wie sie Nanni abzuweisen hat („Quando viene a far l’amore“, I:1). Die eigentlich passive Sandrina hat eine leidenschaftliche Verzweiflungsarie („Che imbroglio è questo?“, I:2). Der gutmütige Nanni tobt fast wie Osmin in Mozarts Entführung aus dem Serail („Non v’è rimedio, non vè compenso“, I:3), und die tatkräftige Vespina stellt sich mit einer traurigen Liebesarie vor („Ho un tumore in un ginocchio“, I:4). Nur Nencios Serenade („Chi s’impaccia di moglie citadina“, I:6) passt zu seiner Persönlichkeit. Die meisten Arien der Oper sind in Sonatenform angelegte große Abgangsarien am Szenenschluss, die zwar wirkungsvoll sind, sich aber kaum zur Charakterisierung der jeweiligen Person eignen. Zum Schluss hat das Bauernmädchen Sandrina eine Bravourarie im Stil der Opera seria („È la pompa un grand’imbroglio“, II:8). Sie ist vermutlich eine Ergänzung zum ursprünglichen Libretto, um der Sängerin der Sandrina ein größeres Gegengewicht zur umfangreicheren Rolle der Vespina zu geben.
Bei der Aufklärung am Ende der Oper singt Vespina Motivschnipsel aus zwei ihrer drei Verkleidungsrollen.
Die Rezitative sind, wie in der buffo-Oper üblich, überwiegend Secco-Rezitative mit Generalbassbegleitung. Die einzige Ausnahme sind die Sprichwortzitate der als alte Frau verkleideten Vespina in der zweiten Szene des zweiten Akts, wo Haydn zur Hervorhebung die Streicher einsetzt.
Vermutlich für die Wiederaufnahme beim Besuch der Kaiserin Maria Theresia kürzte Haydn Vespinas Arien „Ho un tumore“ und „Ho tesa la rete“ (II:7) um jeweils 38 Takte.

## Werkgeschichte
Das Libretto zu dieser Oper basiert auf einem Text von Marco Coltellini, der in einer anonymen Vertonung im August 1765 in Wien aufgeführt worden war. Der Bearbeiter für Haydns Oper war vermutlich Karl Frieberth.
Die Uraufführung fand am 26. Juli 1773, dem Annentag, zu Ehren von Maria Anna, der Witwe des Fürsten Paul II. Anton Esterházy de Galantha, im Opernhaus von Schloss Esterháza statt. Es sangen Maria Magdalena Frieberth (Vespina), Karl Frieberth (Filippo), Barbara Dichtler (Sandrina), Leopold Dichtler (Nencio) und Christian Specht (Nanni). Sie alle, wie auch die Souffleuse Eleonora Jäger, hatten bereits in Haydns vorangegangenen Opern mitgewirkt.
Bereits am 1. September 1773 wurde das Werk anlässlich des einzigen Besuchs von Kaiserin Maria Theresia in Esterháza erneut gespielt. Die Feierlichkeiten sind gut dokumentiert. Nach der Oper gab es im benachbarten Chinesischen Redoutensaal einen Maskenball, und am folgenden Tag wurde Haydns Marionetten-Singspiel Philemon und Baucis gespielt. Haydn und die Sänger erhielten vom Fürsten zur Belohnung Geldgeschenke. Carl Ferdinand Pohl zufolge soll die Kaiserin nach dem Besuch gesagt haben: „Wenn ich eine gute Oper hören will, gehe ich nach Esterház“. Sie bezog sich damit vermutlich auf die Marionettenoper.
Die letzte bekannte Aufführung zu Haydns Lebzeiten fand 1774 in Esterháza statt. Anschließend wurde lange Zeit nur noch die Ouvertüre gespielt. Das Partiturautograph der Oper (ohne die ursprünglich zweiteilige Ouvertüre) ist im Esterházy-Archiv in Budapest überliefert. Die Ouvertüre veröffentlichte Haydn 1782 separat beim Musikverlag Artaria. Sie enthält hier einen dritten Teil in C-Dur, der mutmaßlich von seinem Schüler Ignaz Pleyel stammt.
Die erste Wiederbelebung in neuerer Zeit war am 14. Mai 1930 die Aufführung einer deutschsprachigen Singspielfassung mit dem Titel Liebe macht erfinderisch von Hermann Goja (Text) und Gottfried Kassowitz (Musik) in Wien. Der Budapester Rundfunk strahlte die Originalfassung der Oper 1952 aus. Im Druck erschien die Oper um 1960 in der Ausgabe von H. C. Robbins Landon und 1964 von Dénes Bartha und Jenő Vécsey.
Inzwischen ist L’infedeltà delusa eine der erfolgreichsten Opern Haydns. Sie wurde mehrfach in Deutschland, England, Frankreich, Schweden und den Vereinigten Staaten aufgeführt. Folgende Produktionen lassen sich nachweisen:
- 1959: Staatsoper Budapest – szenisch.[3]
- 1960: Royal Festival Hall London – britische Premiere; konzertant; Produktion der Haydn Opera Society; mit Jennifer Vyvyan (Vespina).[10]
- 1962: Schloss Drottningholm und Herrenhausen.[3]
- 1963: Holland Festival in Den Haag – Regie: Werner Düggelin, Dirigent: Alberto Erede; mit Reri Grist (Vespina).[3][11]
- 1964: St Pancras Town Hall, London.[10]
- 1966: Hamburg.[12]
- 1969: Wexford Festival Opera.[13]
- 1972: Lübeck.[14]
- 1973: Opernfilm.[11]
- 1983: Bremerhaven.[15]
- 1990: Antwerpen.[16]
- 1997: Berlin.[17]
- 2004–2007: Bampton Classical Opera – englische Übersetzung von Andrew Porter.[18][19]
- 2014: The Warden’s Garden, New College, Oxford – Produktion der New Chamber Opera – Regie: Michael Burdon, Dirigent: Steven Devine.[20]
- 2014: Brühler Schlosskonzerte.[21]
- 2022: Cuvilliés-Theater München – Produktion des Opernstudios der Bayerischen Staatsoper; Inszenierung: Marie-Eve Signeyrole.[22]

## Aufnahmen
- 1969? – Antonio de Almeida (Dirigent), Orchestra of the Haydn Foundation.
 Emilia Ravaglia (Vespina), Elisabeth Speiser (Sandrina), Giorgio Grimaldi (Filippo), Umberto Grilli (Nencio), Robert Amis El Hage (Nanni).
 Studioaufnahme.
 Le chant du monde LP: LDX78447/48/49 (3 LPs); MHS 1262/3/4.[23][24]:6937
- 1970 – Bruno Amaducci (Dirigent), Hermann Lanske (Inszenierung), Robert Hofer-Ach (Bühne), Alice Maria Schlesinger (Kostüme), ORF Radio-Symphonieorchester Wien.
 Hanny Steffek (Vespina), Arleen Augér (Sandrina), Ferry Gruber (Filippo), Frederic Mayer (Nencio), Artur Korn (Nanni).
 Video aus dem Palast Hohenems; im Rahmen der Bregenzer Festspiele; deutsch als Untreue lohnt sich nicht; stark gekürzt.[25][26]
- 7.–18. August 1975 – Frigyes Sándor (Dirigent), Franz Liszt Chamber Orchestra Budapest.
 Magda Kalmár (Vespina), Julia Pászthy (Sandrina), István Rozsos (Filippo), Attila Fülöp (Nencio), József Gregor (Nanni).
 Studioaufnahme aus dem Prunksaal des ersten Stockwerks des Schlosses Esterháza; vollständig nach der Haydn-Gesamtausgabe mit der dreisätzigen Ouvertüre und dem von Landon vorgeschlagenen Prestissimo (Hob. I:63) als Vorspiel zum zweiten Akt.
 Hungaroton SLPX 11832-34 (3 LPs), Hungaroton 11823-3 (2 CDs).[27][5][24]:6938
- Juni 1980 – Antal Doráti (Dirigent), Orchestre de Chambre de Lausanne.
 Edith Mathis (Vespina), Barbara Hendricks (Sandrina), Aldo Baldin (Filippo), Claes-Håkan Ahnsjö (Nencio), Michael Devlin (Nanni).
 Philips LP: 6769 061, Philips CD: 432 413-2 (2 CDs).
 Studioaufnahme; Secco-Rezitative möglicherweise gekürzt.[28][29][24]:6939
- Dezember 1988 – Sigiswald Kuijken (Dirigent), La Petite Bande.
 Nancy Argenta (Vespina), Lena Lootens (Sandrina), Christoph Prégardien (Filippo), Markus Schäfer (Nencio), Stephen Varcoe (Nanni).
 Studioaufnahme.
 Deutsche harmonia mundi CD: RD 77099; Ouvertüre gekürzt, ohne Sinfonia des zweiten Akts entsprechend der Originalfassung.[24]:6940
- 1. September 2004 – György Vashegyi (Dirigent), Orfeo Chamber Music Orchestra.
 Andrea Csereklyei (Vespina), Judit Beres (Sandrina), Peter Drucker (Filippo), Timothy Bentch (Nencio), István Kovács (Nanni).
 Live aus Schloss Esterházy (Fertőd).[24]:6941
- 15. Juli 2008 – Jérémie Rhorer (Dirigent), Orchestra Le Cercle de l’Harmonie.
 Claire Debono (Vespina), Ina Kringelborn (Sandrina), Yves Saelen (Filippo), James Elliott (Nencio), Andreas Wolf (Nanni).
 Auch Video; live aus dem Hôtel Maynier d’Oppède vom Festival d’Aix-en-Provence.
 Radio-Übertragung bei SWR2, TV-Übertragung bei Mezzo TV.[30]
- 17. Januar 2009 – Markus Poschner (Dirigent), WDR Funkhausorchester Köln.
 Simone Kermes (Vespina), Chen Reiss (Sandrina), Jürgen Sacher (Filippo), Andreas Scheidegger (Nencio), Iván Paley (Nanni).
 Highlights als CD 1 der Doppel-CD Haydn Opera Gala; live aus dem Klaus-von-Bismarck-Saal des Westdeutschen Rundfunks Köln.
 Capriccio C5255.[31][32]
- 12. Dezember 2019 – Sigiswald Kuijken (Dirigent), Marie Kuijken (Inszenierung), Marijke Sileghem (Kostüme), Studierende der Konservatorien von Paris und Lyon und des Conservatoire à rayonnement régional de Paris.
 Gabrielle Varbetian (Vespina), Anaïs Merlin (Sandrina), Benoît Rameau (Filippo), Léo Vermot-Desroches (Nencio), Matthieu Walendzik (Nanni).
 Video; live aus der salle Maurice Fleuret des Pariser Konservatoriums.
 Videostream auf YouTube.[33]